# Alexandre José Maria dos Santos
Alexandre José Maria dos Santos, född 18 mars 1924 i Zavala, Moçambique, död 29 september 2021 i Maputo, Moçambique, var en moçambikisk kardinal, ärkebiskop och franciskan. Han var ärkebiskop av Maputo från 1974 till 2003 och kardinal från 1988.